# بچه‌اژدهاماهی‌سانیان
بچه‌اژدهاماهی‌سانیان (نام علمی: Callionymoidei) نام یک زیرراسته از راسته سوف‌ماهی‌سانان است.